# Jana Dítětová
Jana Dítětová, vlastním jménem Jana Kalabzová (7. října 1926 Plzeň – 9. listopadu 1991 Praha), byla česká herečka.

## Život
Narodila se v Plzni do rodiny hostinského. Už jako dítě hrála v hospodě na jevišti, než její otec zkrachoval. V Plzni navštěvovala baletní školu a v dětských rolích vystupovala v operetách a pohádkách v plzeňském divadle. Plzeňské noviny o ní tehdy psaly jako o zázračném dítěti. Když jí bylo deset, rodina se přestěhovala do Prahy, kde navštěvovala gymnázium Elišky Krásnohorské. Od třinácti let studovala na herecké škole u E. F. Buriana, kde skončila v roce 1941. Poté rychle vystřídala několik dalších scén nejprve na Kladně a posléze Praze.Ve 40. letech na sebe výrazněji upozornila například ve snímcích Karel a já (1942), Prstýnek (1945) nebo Polibek ze stadionu (1947). V roce 1951 se stala členkou hereckého souboru Realistického divadla na Smíchově (dnešní Švandovo divadlo), kde zůstala až do roku 1989.
Její první manžel byl režisér Vladimír Vlček, kterého si vzala hned po válce. Vlček byl velkým propagátorem komunismu, čímž ovlivnil i Dítětovou. Po rozpadu manželství se podruhé provdala za herce Josefa Vinkláře, s nímž měla syna Jakuba (* 1955). Manželství se rozpadlo v roce 1958. Její milenec a celoživotní ctitel byl ruský houslový virtuóz David Oistrach, který byl ženatý, takže se scházeli tajně. Málem se provdala za psychiatra Stanislava Grofa, ten dal ale nakonec přednost své vědecké kariéře, když v roce 1967 dostal stipendium ve Spojených státech, kde již zůstal natrvalo. Poté navázala vztah s holandským historikem a nakladatelem Hansem Rotym, kterého potkala ve Špindlerově Mlýně a s nímž i otěhotněla. Na jeho pozvání za ním přijela do Holandska i se synem, ale vrátila se zpět do Československa, protože si nedokázala představit budoucnost v cizině. Hans jí navrhl, že se přestěhuje za ní, ale mezitím došlo k sovětské invazi do Československa v roce 1968, což zmařilo i plány na společnou budoucnost a Dítětová podstoupila potrat. Na protest proti sovětské invazi v roce 1968 vystoupila z komunistické strany, čímž se ocitla na seznamu nežádoucích umělců. V témže roce hrála ve filmu Žert (1968), který byl za Husákova režimu uzamčen do trezoru.
Nečinnost a samotu zaháněla alkoholem. I přes všechny komplikace se objevovala ve filmech, televizních inscenacích i seriálech, např. ve filmech Jak vytrhnout velrybě stoličku (1977) a Jak dostat tatínka do polepšovny (1978) nebo v pohádce S čerty nejsou žerty (1984). Žádné velké role se však již nedočkala. Objevily se u ní také zdravotní potíže, bolesti kyčlí a paradentóza, v jejímž důsledku přišla o chrup. Trpěla také zklamáním z lidí, kteří zneužívali její důvěřivost, jako například když koupila hausbót na Slapech, který šel záhy ke dnu. Později všechno zlé co v životě zažívala brala jako trest za to, že si nechala dítě vzít.
Zemřela v 65 letech na rakovinu hrtanu.
Herecká kolegyně Ilona Svobodová ji v Českém rozhlase popisovala jako velmi tvrdou a drsnou ženu, která se uměla ozvat, ale zároveň i vlídnou přítelkyni. Spolu s Jiřinou Štepničkovou jí Dítětová dala část svého platu v Realistickém divadle, protože ředitel divadla neměl příliš peněz na její honorář. Výtvarník a malíř Jakub Vinklář vydal roku 1998 v nakladatelství VIVO o své mamince Janě knihu Jana Dítětová - Vzpomínky z lásky. Druhé rozšířené vydání těchto memoárů vyšlo roku 2011 v nakladatelství Brána. V roce 2003 pro Českou televizi natočila režisérka Světlana Lazarová o Janě Dítětové dokument Hani - Jani a svatá rodina.

## Filmografie, výběr

### Film
- Karel a já – 1942
- Předtucha (nedokončeno)
- Prstýnek
- Polibek ze stadionu
- Konec velké epochy – 1965
- Žert – 1968
- Májové hvězdy
- Anna proletářka
- Dovolená s Andělem
- Babičky dobíjejte přesně! – 1984
- Dým bramborové natě
- S čerty nejsou žerty – 1984

### Televize
- Hostinec U koťátek – 1971 (TV seriál) – role: Horáková zvaná Horajda
- Mrtvý princ – 1971 (TV pohádka) – role: královna
- Jak vytrhnout velrybě stoličku – 1977 (TV filmová komedie) – role: matka Anny, zdravotní sestra
- Jak dostat tatínka do polepšovny – 1978 (TV filmová komedie) – role: matka Anny, zdravotní sestra
- 30 případů majora Zemana
- Chtěla bych ten strom
- Poslední koncert
- Naděje má hluboké dno – 1988 (režie Jaromil Jireš, předloha Jaromíra Kolárová)